# Stian Larsen
Stian Larsen (Stavanger, 11 agosto 1972) è un ex calciatore norvegese, di ruolo difensore.

## Carriera

### Club
Larsen cominciò la carriera professionistica con la maglia del Viking. Esordì nella Tippeligaen in data 26 maggio 1991, subentrando a Gunnar Aase nel successo per 3-2 sul Molde. Nella stessa stagione, la squadra si aggiudicò il campionato. Nel corso del 1994 si trasferì al Tromsø, formazione per cui debuttò il 18 settembre, sostituendo Thomas Hafstad nel pareggio per 1-1 in casa del Brann. Vinse la Coppa di Norvegia 1996 con questa maglia. Nel 1999 fu ingaggiato dal Bryne e, nel 2000, dal Randaberg.

## Palmarès

### Club

#### Competizioni nazionali
- Campionato norvegese: 1

Viking: 1991
- Coppa di Norvegia: 1

Tromsø: 1996